# Enso González
Enso David González Medina (Asunción, 20 de enero de 2005) es un futbolista paraguayo que juega de extremo izquierdo en el Wolverhampton Wanderers F. C. de la Premier League de Inglaterra.

## Trayectoria

### Club Libertad
Nacido en la capital de Paraguay, Asunción, González jugaba al fútbol sala de niño. Comenzó su carrera futbolística en el Club Libertad, haciendo su debut profesional el 4 de septiembre de 2022, ingresando en sustitución de Álvaro Campuzano en el minuto 86', en una derrota de visitante por 1-0 ante Cerro Porteño en la Primera División de Paraguay.
Anotó su primer gol para el club en la siguiente temporada, el primero en una victoria por 4-0 contra Resistencia Sport Club el 17 de abril de 2023. Después del partido, el entrenador de Libertad, Daniel Garnero, lo comparó con su compatriota Julio Enciso, afirmando que Julito (Enciso) es la joya y Enso es el diamante. Su segundo gol para el club se produce en el mismo mes, contra el Club Nacional, el 29 de abril. Al iniciar el partido, González recibió el balón de Héctor Villalba en el borde del área, recortó a dos defensores de Nacional y disparó el balón al rincón superior derecho.
En julio de 2023, fue nombrado por el Centre International d'Etude du Sport (Centro Internacional de Estudios del Deporte) como el cuarto extremo sub-19 más experimentado del mundo.

### Wolverhampton Wanderers F.C.
Al mes siguiente, se vinculó fuertemente con un traspaso al equipo de la Premier League inglesa, Wolverhampton Wanderers F. C., con el sitio web de periodismo deportivo estadounidense The Athletic (departamento deportivo de The New York Times) afirmando que se había acordado un trato por valor de 6 millones de euros. El 31 de agosto de 2023, Wolverhampton Wanderers confirmó el movimiento, y González firmó un contrato de cinco años con el club de West Midlands.
Enso González hizo su debut el 11 de mayo de 2024 con el equipo principal del Wolves en la derrota por 1-3 frente al Crystal Palace FC. Ingresó en su posición habitual (extremo) en el minuto 90, sustituyendo al portugués Tote Gomes, marcando así su debut oficial en la Premier League. El partido tuvo lugar en el Molineux Stadium.

## Palmarés

### Títulos nacionales
| Título           | Club     | País     | Año    |
| ---------------- | -------- | -------- | ------ |
| Primera División | Libertad | Paraguay | 2023-A |
| Primera División | Libertad | Paraguay | 2023-C |
| Copa Paraguay    | Libertad | Paraguay | 2023   |